# Suzanne Cory
Suzanne Cory (n. Melbourne; 11 de marzo de 1942) es una bióloga australiana.

## Biografía
Cory es actualmente la directora del Instituto de Investigación Médica Walter y Eliza (WEHI, por sus siglas en inglés), co-decana (junto a su esposo, el profesor Jerry Adams), de la División de Genética Molecular del Cáncer en el instituto, y profesora de Biología Médica en la Universidad de Melbourne. Ganó un Premios L'Oréal-UNESCO a Mujeres en Ciencia en 2001 y la Medalla Royal de la Royal Society en 2002. En 2009, se anunció que una nueva escuela selecta que se inauguraría en Werribee en 2011 sería nombrada en honor a Suzanne Cory, llamada Escuela Secundaria Cory.
Ha basado sus trabajos en la genética del sistema inmunitario y del cáncer, impulsando a su país a investigar en el campo de la ciencia. Está casada con uno de sus compañeros científicos en sus años posdoctorales.